# Sliačska kotlina
Sliačska kotlina je geomorfologický podcelek Zvolenské kotliny.

## Vymezení
Podcelek zabírá západní, nejrovinatější část Zvolenské kotliny, mezi městy Banská Bystrica a Zvolen. Na západě sousedí Turovské predhorie (podcelek Kremnických vrchů), jižní okraj vymezuje Lomnianska vrchovina, patřící pohoří Javorie. Východním směrem navazuje Zvolenská pahorkatina, na severu sousedí krátkým úsekem Bystrická vrchovina a na severozápadě Bystrické podolie, všechno podcelky Zvolenské kotliny.

## Vodstvo
Osou území je řeka Hron, která tady má severojižní směr toku, ale v jižní části se stáčí západním směrem. Přibírá tady množství menších potoků, nejvýznamnějším přítokem je Slatina. Významnou úlohu sehrávají léčivé prameny v okolí Sliače a Kováčové, využívané v místních lázních.

## Osídlení
Kotlina patří mezi středně hustě osídlené oblasti. Na severním okraji zasahuje do jižní části Banské Bystrice, jižní okraj zabírá západní část Zvolenu. V střední části leží město Sliač, v blízkosti kterého je letiště.

## Doprava
Zvolen patří mezi nejvýznamnější dopravní křižovatky v krajině a kříží se tady severojižní a západovýchodní trasy. Kotlinou vede v trase rychlostní silnice R1 koridor mezinárodní silnice E 77 (Krakov – Budapešť), která u Zvolenu kříží E 58 (Nitra – Košice). Ve Zvolenu se kříží i významné železniční tratě Nové Zámky – Zvolen – Košice, Zvolen – Banská Bystrica – Vrútky a Zvolen – Krupina – Čata.